# L’incantesimo
L’incantesimo (deutsch etwa: „Der Zauber“) ist eine Oper in einem Akt von Italo Montemezzi (Musik) mit einem Libretto von Sem Benelli. Sie wurde am 9. Oktober 1943 in Form einer Radiosendung der NBC uraufgeführt. Die szenische Uraufführung fand postum am 9. August 1952 in der Arena di Verona statt.

## Handlung
An einem verschneiten Winterabend warten Folco und seine Frau Giselda in ihrem Schloss in den italienischen Alpen auf die Ankunft des Grafen Rinaldo. Dieser war bis zur Hochzeit der beiden ein enger Freund Folcos, und er hatte seinerzeit ebenfalls um Giselda geworben. Folco hat ihn eingeladen, da er sich von seinem Begleiter, einem Wahrsager, Aufklärung über ein Erlebnis erhofft, das er während der heutigen Jagd hatte.
Rinaldo trifft ein und hat auch den Wahrsager mitgebracht, der abseits wartet. Nach einer herzlichen Begrüßung erklärt Rinaldo, dass er von seinem Lehrer Salomone ebenfalls gelernt habe, „hinter dem Schein zu lesen“. Dennoch zieht Folco es vor, direkt mit dem Wahrsager zu sprechen. Dieser wird gerufen, und Folco erzählt ihm von seinem Erlebnis: Er war voller Kampfesdurst auf der Suche nach einem Wolf, dessen Fährte er bis zu seinem Bau folgte. Er lockte ihn mit einer Schweineschwarte heraus und stieß ihm seine Lanze ins Herz. Im Moment seines Todes erschien eine sanfte und geradezu menschlich wirkende Hirschkuh, die er im Jagdrausch ebenfalls angriff. Deren Gesicht verwandelte sich plötzlich in das seiner Frau Giselda. Obwohl ihn deren Augen flehentlich anblickten, konnte Folco nicht innehalten, tötete sie und floh.
Während der Magier über das Geschehen nachdenkt, äußern sich Giselda und Rinaldo über ihre Ansichten. Giselda ist erschüttert darüber, dass Falco die Hirschkuh tötete, obwohl sie ihr Gesicht trug. Rinaldo glaubt, dass die Liebe selbst die Hirschkuh zu ihm geführt habe. Schließlich äußert sich auch der Wahrsager. Er meint, dass Folcos Stolz größer sei als seine Liebe und er nur durch den Tod wahre Gefühle wie Mitleid erfahren könne. Giselda gibt zu, dass sie sich in einer „dunklen Angst vor einem Geheimnis“ gefangen fühle. Falco fürchtet nun, dass auch sie sterben müsse und bittet Salomone um Rat, wie er das vermeiden könne. Der Wahrsager erklärt ihm, dass er Giselda seine Liebe durch eine Tat beweisen müsse: Er müsse noch diese Nacht an die Stelle gehen, an der er die Hirschkuh getötet hatte. Wenn er dort Giseldas Körper finde, solle er sie nach Hause tragen.
Während sich Folco auf die Suche macht, erklärt Rinaldo, dass die Liebe allmächtig sei. Er liebe Giselda noch immer und habe sich oft im Traum vorgestellt, dass sie die Seine sei. Er glaubt fest daran, dass dies eines Tages durch ein „geheimes Wunder“ geschehen werde. Wenn Folco die Hirschkuh finde, werde er in ihr nur ein Tier sehen und nicht Giselda. Sie werde dann sterben und für ihn (Rinaldo) neu geboren werden. Giselda fordert Rinaldo auf, den verschneiten Garten am nächsten Morgen in einen blühenden Maigarten zu verwandeln. Wenn ihm dies gelinge, werde sie ihm gehören. Daran glaube sie jedoch nicht.
Nach einer Weile kehrt Folco unverrichteter Dinge zurück. Er hat zwar die Hirschkuh gefunden, konnte in ihr aber nur ein Tier sehen. Salomone erklärt ihm, dass die Verzauberung jetzt für immer für ihn vergangen sei, aber für Giselda erst beginne. Tatsächlich erblüht der Garten wie im Frühling, und Giselda überlässt sich der Macht der Liebe.

## Gestaltung
Obwohl Montemezzi diese Oper erst 1943 vollendete, orientiert sie sich stilistisch am italienischen Verismo und der Musik von Giacomo Puccini, Pietro Mascagni oder Ruggero Leoncavallo.

## Werkgeschichte
Das Libretto von Italo Montemezzis Oper L’incantesimo stammt vom italienischen Dramatiker Sem Benelli. Montemezzi begann die Komposition im Jahr 1933, stellte sie aber erst fertig, nachdem er 1939 nach Amerika ausgewandert war.
Die konzertante Uraufführung fand als Radiosendung der NBC am 9. Oktober 1943 mit dem NBC Symphony Orchestra New York unter der Leitung des Komponisten statt. Es sangen Viviane della Chiesa (Giselda), Alexander Sved (Folco), Mario Benini (Rinaldo) und Virgilio Lazzari (Salomone). Trotz des wegen der Kriegswirren reduzierten Interesses wurde das Werk vom Publikum gut aufgenommen. In den Kritiken wurde darauf hingewiesen, dass es gut für den Rundfunk geeignet sei, da es nicht zwingend eine Inszenierung benötige. Der Rezensent der New York Times schrieb zudem, dass dies „bei Weitem die repräsentativste Oper eines zeitgenössischen Komponisten sei, die im Rundfunk ausgestrahlt wurde“ („by far the most representative opera by a contemporaneous composer which has been introduced on the air“).
Die szenische Uraufführung erfolgte erst nach dem Tode des Komponisten, am 9. August 1952 in der Arena di Verona. Seitdem wurde die Oper nur sporadisch gespielt, konzertant beispielsweise 2007 in der Avery Fisher Hall New York, 2010 im Carnegie Museum of Art in Oakland oder im Oktober 2018 im Mailänder Konservatorium. 2019 stellte die Lettische Nationaloper Riga das Werk in einer Inszenierung von Aik Karapetian zusammen mit Ruggero Leoncavallos Pagliacci vor. Arte Concert stellte einen Videomitschnitt im Internet bereit.
Das Opernbuch Eine Geschichte der Oper der US-amerikanischen Musikwissenschaftlerin Carolyn Abbate und des britischen Musikwissenschaftlers Roger Parker führt dieses Werk an erster Stelle einer Liste von zehn „hochkarätige[n] Theater-Fehlschläge[n] zwischen ungefähr 1950 und 1980 […]; alle Werke uraufgeführt oder zur Uraufführung auf höchstem Niveau in Auftrag gegeben“.

## Aufnahmen
- 9. Oktober 1943 – Italo Montemezzi (Dirigent), NBC Symphony Orchestra New York.
 Viviane della Chiesa (Giselda), Alexander Sved (Folco), Mario Benini (Rinaldo), Virgilio Lazzari (Salomone).
 Mitschnitt der konzertanten Uraufführung in New York, Radioübertragung der NBC.
 EJS 277 (LP), GAO (LP), IRCC (CD).[10]
- 2019 – Jānis Liepins (Dirigent), Aik Karapetian (Inszenierung), A. J. Weissbard (Bühne, Ausstattung, Licht), Liene Grava (Choreografie), Artis Dzērve (Video).
 Dana Bramane (Giselda), Vladislav Sulimsky (Folco), Irakli Kakhidze (Rinaldo), Romāns Polisadovs (Salomone), Rihards Millers (Diener).
 Video; live aus der Lettischen Nationaloper Riga.
 Videostream bei Arte Concert.[1]